# Лакич-Пешич, Неманя
Неманя Лакич-Пешич (серб. Немања Лакић-Пешић / Nemanja Lakić-Pešić; 22 сентября 1991, Белград) — сербский футболист, центральный защитник.

## Биография
Воспитанник клуба «Рад» (Белград). На взрослом уровне начал выступать в клубе «Доньи Срем», с которым в сезоне 2009/10 победил в региональной лиге Воеводины (третий дивизион Сербии), а в сезоне 2010/11 стал вице-чемпионом первой лиги. С сезона 2012/13 играл со своим клубом в Суперлиге, где провёл за «Доньи Срем» 65 матчей и забил 4 гола. В начале 2015 года перешёл в другой клуб Суперлиги — «Раднички» (Ниш), выступал за него полтора года.
Летом 2016 года перешёл в клуб второго дивизиона Австрии «Капфенберг». Затем в течение двух сезонов играл в Суперлиге Индии за «Керала Бластерс». После возвращения на родину числился в клубе «Вождовац», где не выходил на поле, а затем играл в Суперлиге за «Напредак» (Крушевац). Осенью 2020 года выступал в таллинской «Левадии», с которой стал бронзовым призёром чемпионата Эстонии.
Весной 2021 года играл в Суперлиге за клуб «Бачка Паланка», а в сезоне 2021/22 выступал за «Явор» (Иваница), с которым стал вице-чемпионом первой лиги.
Призывался в юниорскую сборную Сербии.

## Достижения
- Бронзовый призёр чемпионата Эстонии: 2020
- Серебряный призёр первой лиги Сербии: 2011/12, 2021/22